# Asanada brevicornis
Asanada brevicornis är en mångfotingart som beskrevs av Frederik Meinert 1886. Asanada brevicornis ingår i släktet Asanada och familjen Scolopendridae.
Artens utbredningsområde är:
- Kenya.
- Libya.
- Mali.
- Myanmar.
- Papua Nya Guinea.
- Senegal.
- Somalia.
- Vietnam.

Inga underarter finns listade i Catalogue of Life.